# Sette volte sette
Sette volte sette, anche noto con la grafia 7 volte 7, è un film del 1968 diretto da Michele Lupo.

## Trama
Londra. I detenuti di una prigione si rifiutano di rientrare nelle loro celle dopo l'ora d'aria. Nonostante il tempo inclemente, la protesta dei galeotti continua fino a quando il direttore del carcere non convince buona parte di essi a rientrare ai loro posti. Alla fine restano solo quattro detenuti fermi nella corte all'aperto e altri due nelle cucine; proprio questi ultimi inscenano con un pretesto una scazzottata che conduce le guardie a usare il pugno di ferro con loro e gli ultimi quattro rimasti all'esterno.
I sei finiscono in infermeria insieme a Sam, un vecchio detenuto leggermente svitato, lamentoso e sofferente di cuore. In realtà la protesta è servita proprio a riunire questi sei detenuti al fine di approfittare, con la complicità di un altro detenuto impiegato in infermeria, del loro stato di degenza per scappare temporaneamente dalla prigione. I sei hanno un piano: evadere per il tempo della finale di Coppa d'Inghilterra per stampare milioni di sterline usando i macchinari della zecca di stato e, dopo aver nascosto il denaro, rientrare in tempo per non farsi scoprire da nessuno.
Nonostante una serie infinita di imprevisti (tra cui l'infarto e la conseguente morte apparente di Sam) il colpo andrà a buon fine e i sette, scontata la pena, usciranno per andare a recuperare le banconote precedentemente nascoste. Ma le banconote, stampate troppo in fretta e con una miscela di inchiostro priva di fissatore, scoloriscono velocemente una volta esposte all'aria. Sfortuna vuole che sia anche domenica e quindi non ci sia nessun negozio aperto per poter spendere velocemente i soldi prima che tornino ad essere dei fogli bianchi.
I sei cominciano così a pensare ad un nuovo piano per impossessarsi di un bottino di diamanti, per il quale necessitano nuovamente di un efficace alibi. Sam, che si era già allontanato dal gruppo, nel tentativo di rubare un'auto, fa scattare l'allarme che attira l'attenzione di due agenti di polizia. I sei, approfittando dell'occasione, si accusano tutti del furto, venendo portati in carcere dal cellulare della polizia insieme a Sam.

## Produzione
Il film viene prodotto da Marco Vicario e diretto da Michele Lupo, sfruttando un concept similare a quello già sfruttato in precedenza per i film 7 uomini d'oro e Il grande colpo dei 7 uomini d'oro, entrambi diretti dallo stesso Vicario, ovvero un gruppo di sette abili fuorilegge che mettono a segno un grande colpo criminale grazie a un complesso stratagemma. Sette volte sette tuttavia non rappresenta un sequel dei precedenti film, avendo un cast e dei personaggi differenti rispetto agli altri due. Michele Lupo aveva già diretto, nel 1967, un altro film basato su un tema simile, Colpo maestro al servizio di Sua Maestà britannica, nel cui cast era presente Adolfo Celi, che in Sette volte sette interpreta il direttore del carcere.

## Distribuzione
Il film è stato distribuito in Italia a partire dal febbraio del 1969, mentre in Francia era stato distribuito già nel 1968. In Giappone è stato distribuito dal 15 marzo 1969, in Spagna dal 16 giugno a Barcellona, Hong Kong dal 18 luglio dello stesso anno e dal 25 agosto a Madrid. In Ungheria è stato distribuito dal 25 marzo 1970, in Portogallo dal 18 giugno dello stesso anno, in Danimarca dal 22 giugno, nei Paesi Bassi dal 10 luglio. In Germania Ovest è stato distribuito dal 18 giugno 1973, mentre in Germania Est è stato trasmesso in televisione il 29 luglio 1978.
Il film è inoltre conosciuto con i titoli alternativi: 7 Vezes 7, Um Álibi Perfeito Demais e Um Álibi Quase Perfeito (Brasile); Sete Vezes Sete (Brasile e Portogallo); 1-0 til de stribede (Danimarca); Siete veces siete (Spagna); Opération fric (Francia); 7 φορές 7 (Grecia); Hétszer hét (Ungheria); De 7 krakers (Paesi Bassi); Seven Times Seven (Stati Uniti); Der Coup der 7 Asse e Der Coup der sieben Asse (Germania Ovest); 新・黄金の七人 7×7 (Giappone).

## Critica
(Segnalazioni Cinematografiche, vol. 66, 1969)

## Colonna sonora
La colonna sonora, così come per i precedenti film 7 uomini d'oro e Il grande colpo dei 7 uomini d'oro, è stata composta da Armando Trovajoli ed è stata pubblicata in LP da Jolly Hi-Fi Records nel 1968 con numero di catalogo LPJ 5095. In seguito è stata ristampata raramente. Numerose ristampe prodotte tra gli anni novanta e duemila provengono dal Giappone, mentre in Italia è stata ristampata in CD nel 2014 per opera della GDM Music.
È stato poi pubblicato un 45 giri cantato da The Casuals contenente il tema del film Seven Times Seven sempre da Jolly Hi-Fi Records nel 1968.

### Tracce
Lato A
1. The Getaway – 4:27
2. Seven Times Blues – 3:07
3. The Red Bus – 2:20
4. Seven Times Seven – 2:54
5. The Big Brain – 2:43

Durata totale: 15:31
Lato B
1. Seven Times Seven (feat. The Casuals) – 3:25
2. Seven Times Blues – 1:51
3. The Big Brain – 1:36
4. The Red Bus – 1:42
5. Jail – 2:03
6. The Getaway – 2:55

Durata totale: 13:32